# میخایلووو
میخایلووو (به صربی: Mihajlovo) یک منطقهٔ مسکونی در صربستان است که در Zrenjanin City واقع شده‌است. میخایلووو ۱٬۰۰۴ نفر جمعیت دارد و ۷۰ متر بالاتر از سطح دریا واقع شده‌است.